# Rue du Grand-Chantier
La rue du Grand-Chantier est une rue de Paris aujourd'hui disparue de l'ancien 7e arrondissement de Paris. 

## Situation
Située dans l'ancien 7e arrondissement de Paris, quartier du Mont-de-Piété, elle débutait au no 2 rue des Haudriettes et no 24 rue des Quatre-Fils et se terminait au no 1 rue Pastourelle et no 21 rue d'Anjou. Actuellement, c’est une portion de la rue des Archives.

## Origine du nom
Le nom lui vient d'un chantier qui appartenait à l'ordre du Temple.

## Historique
À l'origine, elle allait jusqu'aux murs de la maison du Temple (rue Portefoin). Elle est ensuite découpée en « rue du Grand-Chantier » et « rue des Enfants-Rouges ».
Elle est citée sous le nom de « rue du Grand chantier » dans un manuscrit de 1636 dont le procès-verbal de visite indique : « avons veu quantité de boues et immundices ». En 1648 y habite le financier déchu Claude Charlot qui avait loti le quartier et qui a laissé son nom à la rue Charlot.
L'alignement de la rue pour former un grand axe traversant le Marais est déclaré d'utilité publique le 23 mai 1863. La rue est incorporée à la rue des Archives en 1874.
L'alignement n'a pas été totalement exécuté et de nombreux monuments ont ainsi été préservés :
- hôtel de Guénégaud ;
- hôtel de Mongelas ;
- hôtel de Refuge ;
- hôtel de Montescot ;
- hôtel de Villeflix ;
- hôtel de Tallemant (ou Chailloux de Jonville) ;
- hôtel Le Pelletier de Souzy.

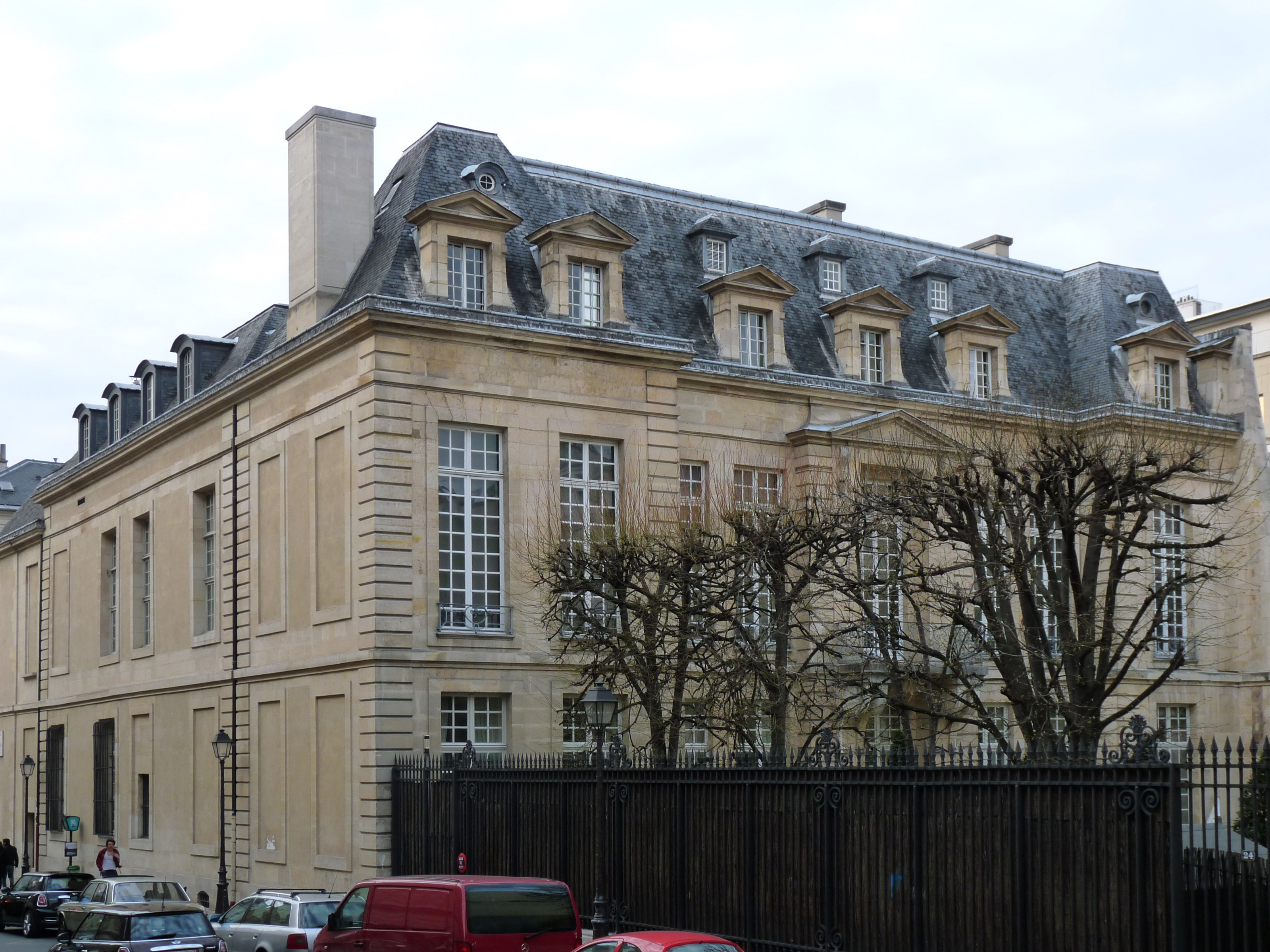
Hôtel de Guénégaud.
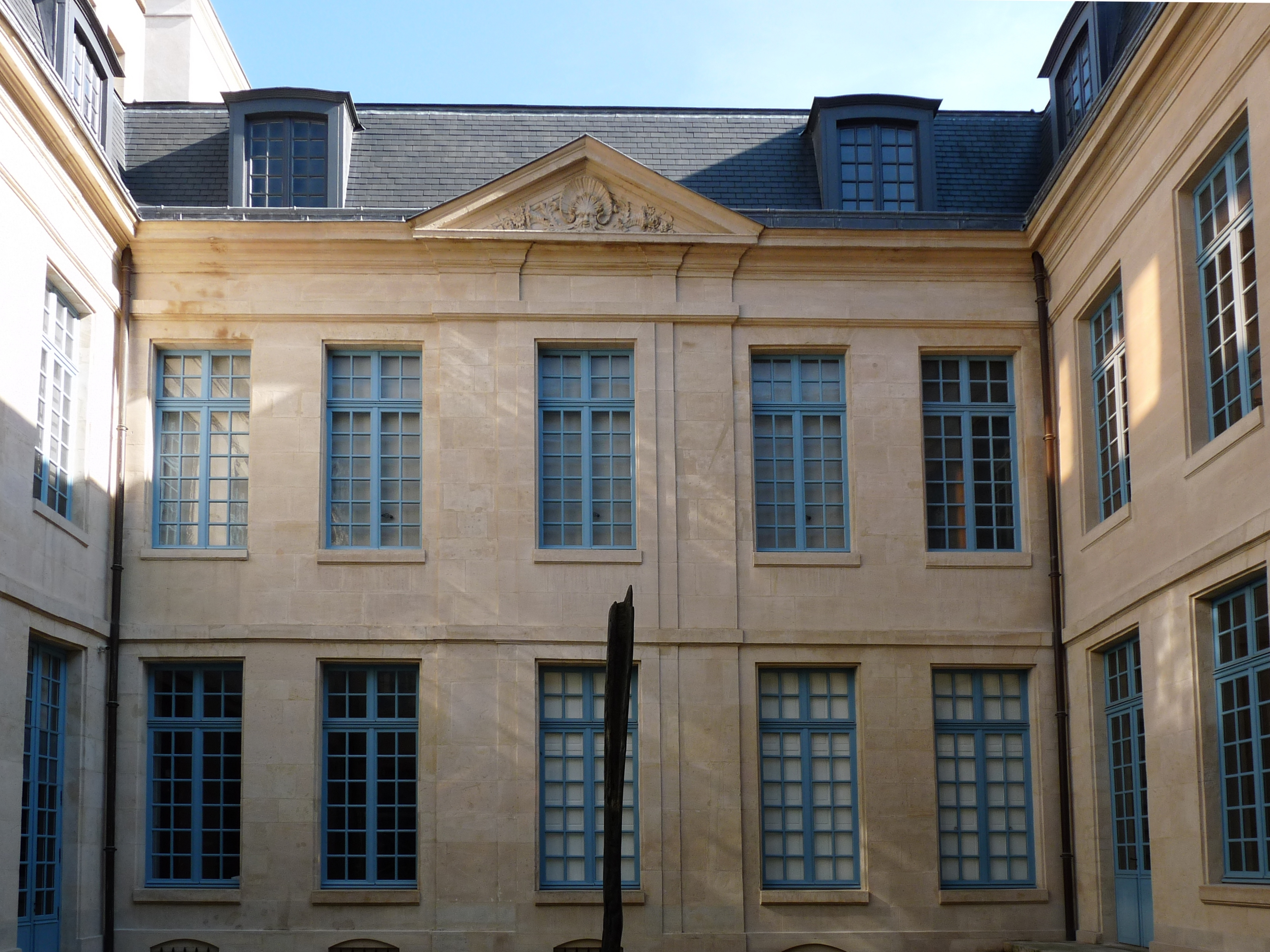
Hôtel de Mongelas.
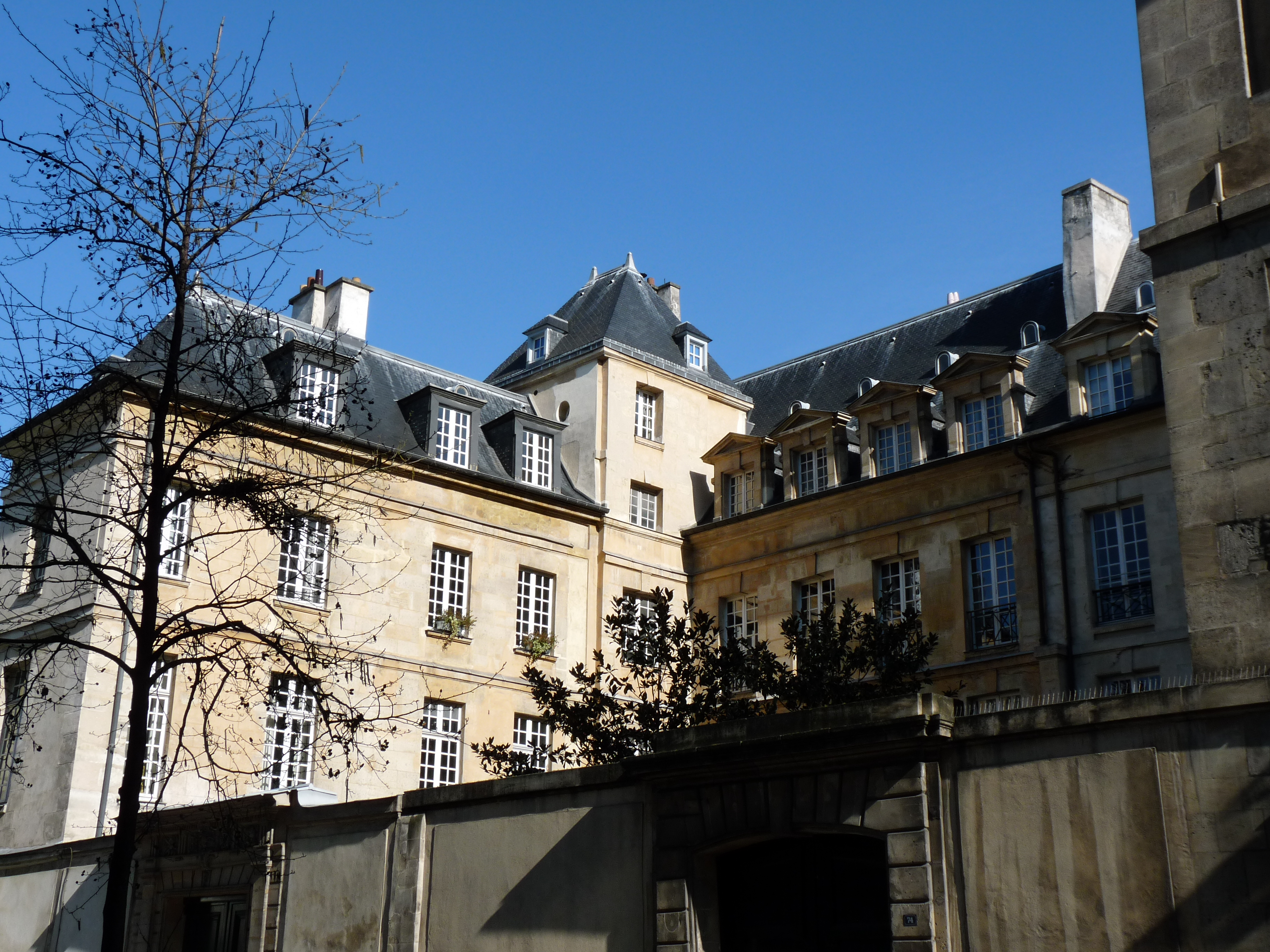
Hôtel Le Pelletier de Souzy.

## Bâtiments remarquables et lieux de mémoire
Adrien Duport, futur conventionnel, y réunit à son domicile, à partir de 1784, « une sorte de club où de les grands libéraux qui ont choisi comme modèle les institutions anglaises »[réf. nécessaire]. Ce groupe — et Duport en particulier — allait être parmi les promoteurs de la réunion des États généraux de 1789.
L'ébéniste Gabriel Viardot y avait son atelier en 1860.